# Пак Че Сун
Пак Че Сун (кор. 박제순; 7 декабря 1858, Йонъин, Кёнгидо, Чосон — 20 июня 1916, Сеул, Японская Корея) — корейский государственный деятель, дипломат во время династии Чосон. Его псевдоним — 평재. В современной Южной Корее он рассматривается как один из Пяти изменников, предавших страну во время Японской оккупации в 1905 году.

## Биография
Его отец был незначительным чиновником и сторонником Ким Юн Сика. Родовое имя его семьи — 반남.
В 1883 году, после сдачи Корейского имперского экзамена его отправили в Тяньцзинь, а в октябре 1898 года он был назначен на пост министра иностранных дел. Именно в этой должности он подписал Японо-корейский договор о протекторате, который фактически лишил Корею дипломатического суверенитета.
В ноябре 1905 году он стал государственным министром. Он также был премьер-министром Корейской империи с 1905 года по 1907 год и в дальнейшем в 1909—1910 годах.
С 1907 по 1910 год Пак занимал пост министра внутренних дел при Ли Ван Ёне. В этой должности он подписал японо-корейский договор 1910 года, по которому Корея была формально аннексирована Японской империей.
В октябре 1910 года получил титул кадзоку (высшая японская аристократия) от японского правительства. И место в Палате пэров в парламенте Японии. Позже он также входил в состав Центрального консультативного института генерал-губернаторства Кореи.
По специальному закону о возвращении имущества прояпонских коллаборационистов, принятому в 2005 году, имущество потомков тех людей, которые сотрудничали с Японией во время аннексии, в том числе и потомков Пак Че Суна, было конфисковано корейским правительством.